# 1924년 전조선축구대회 (평양기독교청년회)
1924년 전조선축구대회는 평양기독교청년회 전조선축구대회의 1924년 시즌 축구 대회이다. 1924년 5월 8일부터 5월 10일까지 숭실학교 운동장에서 개최되었다. 1924년 5월 6일까지 참가 신청을 받았고, 청년부, 중학부, 소학부로 나뉘어 진행되었다.

## 경기장
| 경기장          | 도시 | 좌석 | 수용 | 부문   | 비고 |
| --------------- | ---- | ---- | ---- | ------ | ---- |
| 숭실학교 운동장 | 경성 |      |      | 전부문 |      |

## 축구단
| 부문   | 축구단                                  | 도시 | 첫 참가 | 횟수 | 비고 |
| ------ | --------------------------------------- | ---- | ------- | ---- | ---- |
| 청년부 | 무오 축구단                             | 평양 | 1921    | 3    |      |
| 청년부 | 살수구락부 축구단                       | 안주 | 1924    | 1    |      |
| 청년부 | 숭실대학 축구단                         | 평양 | 1921    | 4    |      |
| 청년부 | 일광 축구단                             | 평양 | 1922    | 3    |      |
| 청년부 | 재경평남유학생 축구단                   | 평양 | 1924    | 1    |      |
| 청년부 | 전광성 축구단                           | 평양 | 1924    | 1    |      |
|        |                                         |      |         |      |      |
| 중학부 | 광성고등보통학교 축구단                 | 평양 | 1921    | 4    |      |
| 중학부 | 동명학관 축구단                         | 평양 | 1922    | 2    |      |
| 중학부 | 명신고등보통학교 축구단                 | 재령 | 1924    | 1    |      |
| 중학부 | 숭실학교 축구단                         | 평양 | 1921    | 4    |      |
| 중학부 | 숭인학교 축구단                         | 평양 | 1923    | 2    |      |
| 중학부 | 평양공립농업학교 축구단                 | 평양 | 1923    | 2    |      |
| 중학부 | 평양관립고등보통학교 축구단             | 평양 | 1921    | 4    |      |
|        |                                         |      |         |      |      |
| 소학부 | 광덕소학교 축구단                       | 평양 | 1924    | 1    |      |
| 소학부 | 광성보통학교 축구단                     | 평양 | 1924    | 1    |      |
| 소학부 | 삼성의숙 축구단                         | 평양 | 1924    | 1    |      |
| 소학부 | 숭덕보통학교 축구단                     | 평양 | 1924    | 1    |      |
| 소학부 | 신흥학원 축구단 (서문내)                | 평양 | 1924    | 1    |      |
| 소학부 | 신흥학원 축구단 (서문외)                | 평양 | 1924    | 1    |      |
| 소학부 | 약송공립보통학교 축구단                 | 평양 | 1924    | 1    |      |
| 소학부 | 평양관립고등보통학교부속보통학교 축구단 | 평양 | 1924    | 1    |      |

## 청년부
청년부에서는 무오 축구단, 살수구락부 축구단, 숭실대학 축구단, 일광 축구단, 재경평남유학생 축구단, 전광성 축구단 등 6개 축구단이 참가했다.
1924년 5월 8일에 진행된 무오 축구단과 일광 축구단 간의 1라운드 경기는 무오 축구단이 9:6으로 이기며 4강에 진출했다.
1924년 5월 10일에 진행된 재경평남유학생 축구단과 무오 축구단 간의 결승 경기는 무오 축구단이 3:0으로 이기며 우승했다.

## 중학부
중학부에서는 광성고등보통학교 축구단, 동명학관 축구단, 명신고등보통학교 축구단, 숭실학교 축구단, 숭인학교 축구단, 평양공립농업학교 축구단, 평양관립고등보통학교 축구단 등 7개 축구단이 참가했다.
1924년 5월 8일에 진행된 명신고등보통학교 축구단과 평양관립고등보통학교 축구단 간의 1라운드 첫 번째 경기는 평양관립고등보통학교 축구단이 2:0으로 이기며 4강에 진출했고, 광성고등보통학교 축구단과 숭인학교 축구단 간의 1라운드 두 번째 경기는 광성고등보통학교 축구단이 2:0으로 이기며 4강에 진출했다. 1924년 5월 9일에 진행된 숭실학교 축구단과 동명학관 축구단 간의 1라운드 세 번째 경기는 숭실학교 축구단이 승리하며 4강에 진출했다.
1924년 5월 9일에 진행된 평양관립고등보통학교 축구단과 평양공립농업학교 축구단 간의 4강 첫 번째 경기는 평양관립고등보통학교 축구단이 승리하며 결승에 진출했다.
1924년 5월 10일에 진행된 평양관립고등보통학교 축구단과 광성고등보통학교 축구단 간의 결승 경기에서 평양관립고등보통학교 축구단이 5:4로 이기며 우승했다.

## 소학부
소학부에서는 광덕소학교 축구단, 광성보통학교 축구단, 삼성의숙 축구단, 숭덕보통학교 축구단, 신흥학원 축구단, 약송공립보통학교 축구단, 평양관립고등보통학교부속보통학교 축구단 등 7개 축구단이 참가했다. 그 중 신흥학원 축구단은 2개 선수단으로 나눠 출전하여 모두 8개 선수단이 소학부에 참가했다.
1924년 5월 8일에 진행된 숭덕보통학교 축구단과 삼성의숙 축구단 간의 8강 첫 번째 경기는 숭덕보통학교 축구단이 3:0으로 이기며 4강에 진출했고, 광덕소학교 축구단과 신흥학원 축구단 간의 8강 두 번째 경기는 신흥학원 축구단이 6:0으로 이기며 4강에 진출했다. 약송공립보통학교 축구단과 광성보통학교 축구단 간의 8강 세 번째 경기는 광성보통학교 축구단이 6:3으로 이기며 4강에 진출했다.
1924년 5월 9일에 진행된 평양관립고등보통학교부속보통학교 축구단과 신흥학원 축구단 간의 4강 첫 번째 경기는 평양관립고등보통학교부속보통학교 축구단이 승리하며 결승에 진출했다.
1924년 5월 10일에 진행된 광성보통학교 축구단과 평양관립고등보통학교부속보통학교 축구단의 경기에서 광성보통학교 축구단이 5:0으로 이기며 우승을 차지했다.

## 참고 문헌
- 대한체육회 100주년 기념사업부 (2020). 《대한민국 체육 100년》. 대한체육회.
- 《대한민국 체육 100년 Ⅰ 통사 (민족과 함께 한 대한민국 체육 100년)》. 대한체육회. 2020.
- 《대한민국 체육 100년 Ⅱ 민족의 구심체, 조선체육회 (1920~1945)》. 대한체육회. 2020.
- 《대한민국 체육 100년 Ⅲ 세계를 향한 도전 (1945~1980)》. 대한체육회. 2020.
- 《대한민국 체육 100년 Ⅳ 스포츠로 꽃피운 대한민국 (1981~2000)》. 대한체육회. 2020.
- 《대한민국 체육 100년 Ⅴ 스포츠강국을 넘어 선진국으로(2001~2020)》. 대한체육회. 2020.
- 《韓國蹴球百年史(한국축구백년사)》. 대한축구협회. 1986.
- “蹴球大會開催期(축구대회개최기)”. 조선일보. 1924년 4월 4일.
- “大會役員决定(대회역원결정)”. 동아일보. 1924년 4월 10일.
- “今番平壤(금번평양)에셔開催(개최)될”. 조선일보. 1924년 4월 10일.
- “平壤蹴球會綱領(평양축구회강령)”. 동아일보. 1924년 4월 11일.
- “全鮮蹴球(전선축구) 準備着(준비착)々進行(진행)”. 동아일보. 1924년 4월 28일.
- “第四回全朝鮮蹴球大會(제사회전조선축구대회)”. 조선일보. 1924년 5월 5일.
- “臨迫(임박)한蹴球大會(축구대회)”. 조선일보. 1924년 5월 7일.
- “第回四全朝鮮蹴球大會(제회사전조선축구대회)”. 조선일보. 1924년 5월 7일.
- “苦待(고대)하든蹴球大會(축구대회)”. 조선일보. 1924년 5월 8일.
- “全鮮蹴球大會(전선축구대회) 平壤崇實運動塲(평양숭실운동장)에서 今八日(금팔일)부터三日(삼일)동안”. 동아일보. 1924년 5월 8일.
- “平壤(평양)에開催(개최)된蹴球大會(축구대회)”. 조선일보. 1924년 5월 11일.
- “平壤蹴球(평양축구) 最後决勝戰(최후결승전) 대성황으로맛쳣다”. 조선일보. 1924년 5월 13일.
- “甲子一年運動史(갑자일년운동사) 運動記者(운동기자)의手帖(수첩)에서”. 조선일보. 1924년 12월 31일.